# David Hough
David Hough (* 13. März 1753 in Norwich, Colony of Connecticut; † 18. April 1831 in Lebanon, New Hampshire) war ein US-amerikanischer Politiker. Zwischen 1803 und 1807 vertrat er den Bundesstaat New Hampshire im US-Repräsentantenhaus.

## Werdegang
David Hough besuchte noch in der britischen Kolonialzeit die öffentlichen Schulen seiner Heimat und arbeitete danach einige Zeit als Schiffszimmermann. Im Jahr 1778 zog er nach Lebanon in New Hampshire. In seiner neuen Heimat begann er eine politische Laufbahn. Er schloss sich der von Alexander Hamilton gegründeten Föderalistischen Partei an und wurde in den Jahren 1788, 1789 und 1794 in das Repräsentantenhaus von New Hampshire gewählt. Außerdem war er Friedensrichter und als Oberst Mitglied der Miliz. Im Jahr 1783 war er Delegierter auf einer Versammlung zur Überarbeitung der Verfassung von New Hampshire.
Bei den Kongresswahlen des Jahres 1802, die staatsweit abgehalten wurden, wurde Hough für das vierte Abgeordnetenmandat von New Hampshire in das US-Repräsentantenhaus in Washington, D.C. gewählt. Dort trat er am 4. März 1803 die Nachfolge von Abiel Foster an. Bei den Wahlen des Jahres 1804 wurde er für das dritte Mandat gewählt, womit er bis zum 3. März 1807 insgesamt zwei Legislaturperioden im Kongress absolvieren konnte.
Nach dem Ende seiner Zeit im Repräsentantenhaus zog sich David Hough aus der Politik zurück. Bis zu seinem Tod im Jahr 1831 war er in der Landwirtschaft tätig.